# Helmut Moog
Helmut Moog (* 9. Dezember 1927 in Opladen) ist ein deutscher Pädagoge und emeritierter Hochschullehrer mit dem Schwerpunkt „Musik in der Sonderpädagogik“. 

## Leben
Helmut Moog ist der Sohn von Johann und Josefine Moog, geb. Leclerc. Von 1948 bis 1950 studierte er Pädagogik an der Pädagogische Akademie Bonn und der Pädagogischen Hochschule Essen. Anschließend war er bis 1963 als Grundschullehrer, zuletzt als stellvertretender Schulleiter an der Katholischen Volksschule Opladen-Quettingen (heute: Don-Bosco-Schule) tätig. Nach einem Aufbaustudium an der Universität Köln wurde er dort am 12. Juni 1964 mit einer Dissertation zum Thema Beginn und erste Entwicklung des Musikerlebens im Kindesalter zum Dr. phil. promoviert und erwarb 1965 das Diplom als Sonderpädagoge.
Ab 1964 lehrte er als Dozent an der Höheren Fachschule für Sozialarbeit in Köln, 1965/66 war er wissenschaftlicher Assistent an der Pädagogischen Hochschule Siegen. 1966 wurde er Dozent für Musik in der Sonderpädagogik an der Pädagogischen Hochschule Rheinland,  Abt. Heilpädagogik Köln, ab 1970 als Professor. Von 1970 bis 1972 bekleidete er das Amt des Dekans der Abteilung. Nachdem die Pädagogische Hochschule 1980 als Pädagogische Fakultät in die Universität Köln integriert worden war, war er bis zu seiner Emeritierung im Jahr 1993 ordentlicher Professor für Heilpädagogische Musikerziehung am Seminar für Musische Erziehung in der Heilpädagogik an der Universität Köln. Von 1986 bis 1988 bekleidete er das Amt eines Senators der Universität Köln.
International war Helmut Moog tätig als Mitglied des Beratungsausschusses der Abteilung für Forschung in der Musikpädagogik der University of Illinois (ab 1981) und als Berater der Association Music for the Handicapped mit Sitz in Provo, Utah (ab 1983).
Ab 1984 war er Präsident der Deutschen Gesellschaft für Musik mit Behinderten.

## Veröffentlichungen
- Beginn und erste Entwicklung des Musikerlebens im Kindesalter. Eine empirisch-psychologische Untersuchung. Köln 1964 (Zugleich: Köln, Univ. Diss. 1964).
- Das Musikerleben des vorschulpflichtigen Kindes. Verlag Schott, Mainz 1968.
- Über Eigenarten musikalischen Lernens. Ein Beitrag zu einer musikalischen Lerntheorie. In: Günter Kleinen (Hrsg.): Kind und Musik. (Musikpädagogische Forschung; 5) Laaber-Verlag, Laaber 1984, S. 129–150.
- [Als Herausgeber] Singbuch (2 Bände). Pädagogischer Verlag Schwann, Düsseldorf 1977 (mehrere Auflagen).
- [Als Herausgeber] Blasinstrumente bei Behinderten. Schneider Verlag, Tutzing 1978.
- Musizieren mit Behinderten. Forschung, Didaktik, Transfer. Peter Lang Verlag, Frankfurt am Main 1991.